# Hilde Ephraim
Hildegard Ephraim (* 1. April 1905 in Charlottenburg; † 20. September 1940 in Alkoven) war eine deutsche Widerstandskämpferin gegen die Diktatur des Nationalsozialismus. Sie wurde wegen ihres Engagements in der Sozialistischen Arbeiterpartei und der Roten Hilfe ermordet.

## Leben

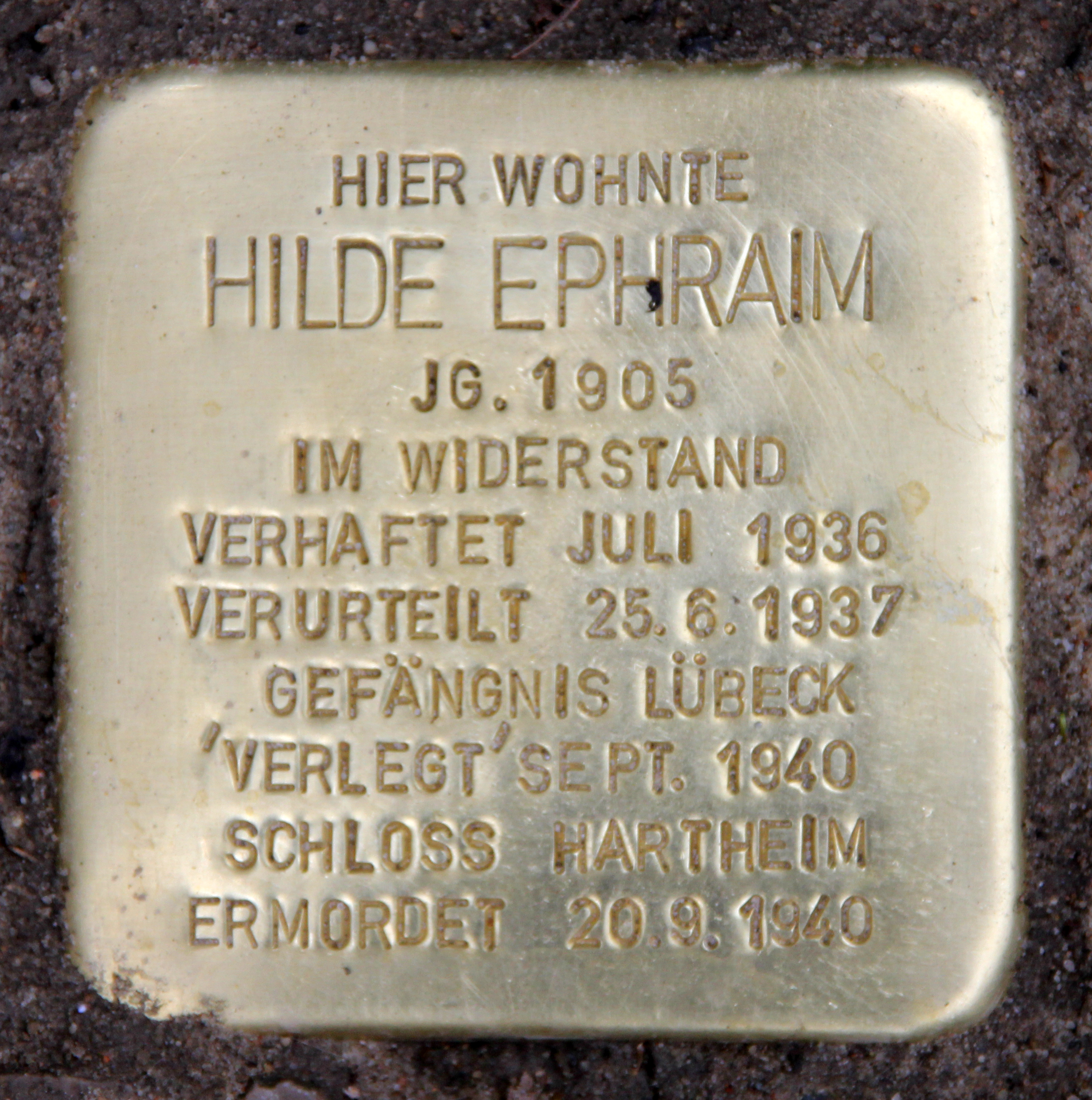
Stolperstein, Bayerische Straße 20, in Berlin-Wilmersdorf

Hilde Ephraim wurde in der elterlichen Wohnung in der Windscheidstraße 33 geboren. Ihre Eltern  waren der Bankbeamte Paul Ephraim und  Rosalie Ephraim, geb. Zöllner. Hildegard Ephraim  arbeitete als Fürsorgerin in Brandenburg an der Havel und trat dort 1931 der Sozialistischen Arbeiterpartei Deutschlands (SAPD), einer Abspaltung der SPD, bei. 1933 wurde sie wegen ihrer jüdischen Abstammung und ihrem politischen Engagement aus dem Staatsdienst entlassen. Sie zog nach Berlin und schloss sich dort dem Untergrundkampf der SAPD an. Hier kümmerte sie sich im Rahmen der Roten Hilfe um die Familien von Verhafteten.
Im Juli 1936 wurde Hilde Ephraim selbst verhaftet und von der Gestapo schwer misshandelt. Der Volksgerichtshof verurteilte sie am 25. Juni 1937 zu vier Jahren Zuchthaus. Sie wurde erst in Lübeck und anschließend in Amberg interniert. Zeitweise soll sie die Nahrungsaufnahme verweigert haben und letztendlich in „geistige Umnachtung“ gefallen sein. Im September 1940 wurde sie im Rahmen der Aktion T4 in die NS-Tötungsanstalt Hartheim verschleppt, wo sie am 20. September 1940 ermordet wurde. Zur Verschleierung ihrer tatsächlichen Todesumstände wurde ihrer Familie die „Irrenanstalt Chelm“ als Sterbeort mitgeteilt, der als solcher in einigen Unterlagen erhalten ist.

## Ehrungen

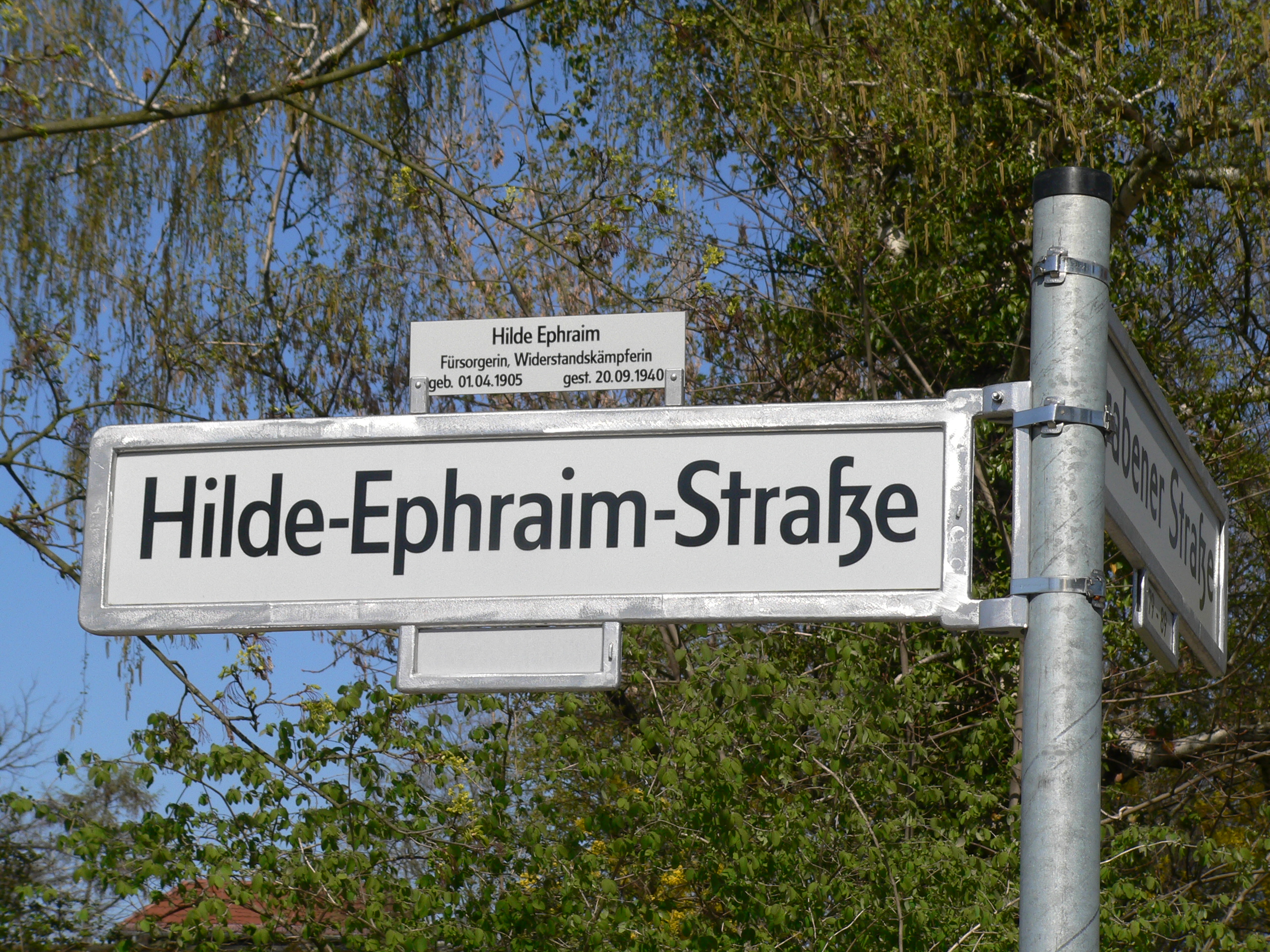
Straßenschild in Berlin-Grunewald

Am 1. April 2010, der 105. Wiederkehr ihres Geburtstages, wurde in Berlin-Grunewald die neu angelegte Hilde-Ephraim-Straße nach ihr benannt, die vom Halensee zum Bahnhof Grunewald führt, wo sich die Gedenkstätte Gleis 17 befindet, die an die über 50.000 Berlinerinnen und Berliner überwiegend jüdischer Herkunft erinnert, die von hier deportiert wurden.
Am 9. April 2013 wurde vor ihrem ehemaligen Wohnhaus in der Bayerische Straße 20, in Berlin-Wilmersdorf ein Stolperstein verlegt.